# Loma de María Ángela

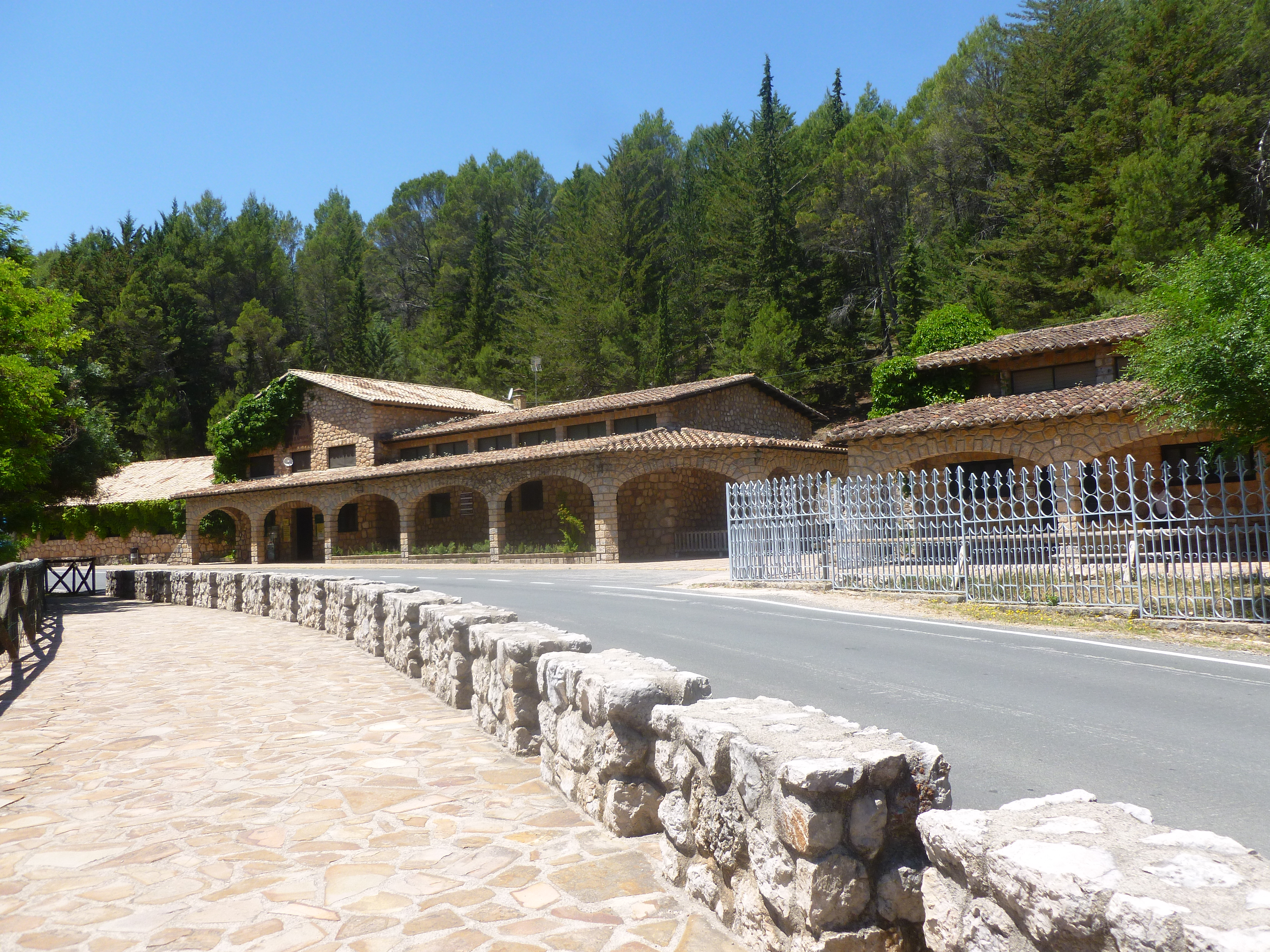
Edificio del museo Torre del Vinagre, en el entorno de la Loma de Mariángela.

Loma de María Ángela, también Loma de Mari Ángela, es una aldea perteneciente al municipio de Santiago-Pontones, en la provincia de Jaén (Andalucía, España). Se encuentra en la margen derecha del río Borosa, muy cerca de la junta de este río con el río Guadalquivir, dentro del Parque natural de Cazorla, Segura y Las Villas. Muy cerca de la aldea se encuentra la antigua piscifactoría del río Borosa, el centro de visitantes Torre del Vinagre, el jardín botánico Torre del Vinagre, el Charco de la Cuna, y el inicio de la ruta senderista río del Borosa. Cuenta con una población a 1 de enero de 2020 según el INE de 69 personas.

## Demografía
Evolución de la población
| Gráfica de evolución demográfica de Loma de María Ángela entre 2000 y 2020 |
|                                                                            |
| Población de derecho (2000-2019) según el padrón municipal del INE         |

## Economía
La actividad económica de la aldea está basada en el turismo rural, con varias casas rurales y apartamentos de alquiler y los sobredichos atractivos en el entorno de la aldea, además de varios campings cercanos, así como en otras actividades relacionadas con el medio, como la ganadería, la caza y la pesca, y las tareas silvícolas y forestal.

## Conexión por carretera
La aldea de Loma de Mariángela se encuentra en el margen derecho del río Guadalquivir, esto es, en el lado opuesto a la carretera A-319. El acceso a ella se posibilita por medio de un vado inundable que en ocasiones, durante las crecidas del río, deja incomunicado el núcleo urbano de la aldea. Además, la aldea está comunicada con Coto Ríos por medio de una modesta carretera, por la cual no se puede pasar con coche que discurre por la misma margen derecha del río Guadalquivir.